# クナイ伝
『クナイ伝』は緒里たばさによる日本の漫画。『週刊少年サンデー』（小学館）に2007年8号に読切として掲載され、同年46号から2008年32号まで連載された。単行本は全4巻。

## あらすじ
悪行を働く悪しき忍を狩る忍、幸守クナイは、14歳の誕生日に父から夜宴の頭領の座を譲り受ける。忍を狩る日々の中で恐るべき宿敵、清白の存在を知ったクナイは、相棒・邪紅刀と共に清白を封印するために夜の街を駆け抜ける。

## 登場人物

### 夜宴関係者
幸守クナイ（こうもり クナイ）
この物語の主人公であり、現・幸守家当主及び夜宴一族頭領。5月7日生まれ。14歳の誕生日に秘刀・邪紅刀を継承された。髪が長くて背が低く、女の子のような外見である。背が低いことを気にしており、毎日牛乳を飲んでいる（これは、ヴァンパイアの生き血を飲むかわりである）。忍びの気配を感じると、歯に夜宴の紋が浮き出て、痛みがはしる。忍の生き血を飲むことにより本来の姿の背がのびた姿となる。
吸血鬼の父と人間の母との間に生まれた半バンパイアであり、人間並みの寿命しかない。ニンニク、十字架が苦手である。
邪紅刀（じゃこうとう）
忍びから忍びの血と共にその力を奪い刃とする「吸忍の刀」。意志を持っており、狭霧以上に長生きしている。清白刀封印のために狭霧が450年ほど前にある城主から授けられ、彼と共に忍びを狩っていたが、クナイの夜宴一族頭領継承の際からはクナイに仕える。普段はクナイの体を鞘とし、掌から出てくる。未熟なクナイをよく注意している。刃がなく、忍びの血を刃とする。自立行動が可能。西洋嫌いである。
幸守狭霧（こうもり さぎり）
クナイの父で、先代の幸守家当主及び夜宴一族初代頭領。純血の吸血鬼ですでに800歳以上生きている。
現在はクナイに跡を継がせており、自分のことをただの隠居と呼ぶ。相手が自分の名前を聞くと自動的に相手が記憶を消されるようになっている。さすがに一流の吸血鬼だけあってニンニク、十字架程度では全く動じない。

### バンンパイアハンター
二ノ宮いづな（にのみや いづな）
クナイのクラスに転校してきた少女。クナイに好かれている。実はバンパイアハンターの一族の娘で吸血鬼が大嫌いだが、クナイと狭霧の正体には全く気づいていない。自分を殺しに来たバンパイアに家を燃やされてしまったため、現在は幸守家の離れに住んでいる。
二ノ宮蒼（にのみや そう）
いづなの兄で、腕利きのバンパイアハンター。いづなの様子を見に外国から戻ってきた。クナイと狭霧の正体に気づき退治しようとするが、彼の使命や覚悟を知り、手を引く。

### 猫一族
鈴（りん）
猫一族の乱破の少女。鈴と薬草を用いた幻術を使う。猫爺の孫娘で、クナイの一つ下。クナイが本来敵であるいづなと仲良くするのを快く思っていない。その為クナイへの態度の悪さから祖父に叱責された事もある。
猫爺（ねこじい）
猫一族の乱破の老人。クナイが4歳になるまでの世話係だった。

### 清白関係者
清白刀（すずしろとう）
人間に忍びの力を与え凶暴化させる「授忍の刀」。邪紅刀の弟で、柄の下に2つの顔を持ち、それぞれが意思を持つ。
邪紅とともにとある隠れ里に祀られていたが、450年ほど前に里の忍びに持ち出された。
退屈しのぎという理由で、「全ての人間を忍びに変えて殺し合わせ、残った一人を殺す」という野望を持っている。
幻无（げんむ）
現在の清白刀の使い手で、歴代最強の邪悪な心の持ち主。
清白刀の野望である「破壊と殺戮に満ちた世界」を見ることを楽しみにしている。
多数の忍びを生み出して戦わせるが、本人の戦闘能力は低く、クナイの家を襲撃した際には結界の中にいた。
クナイとの一騎打ちの際には、それまで与えた力を回収して巨大な刃を作り出したが、その時点で肉体が蝕まれており、クナイに敗れてそのまま消滅した。
海（かい）
両親を亡くし、小学生の妹のみさきと暮らしているトラック運転手の青年。清白に力を与えられ、みさきに怪我をさせたのちにクナイと戦った。
高速移動や分身、真空波といった技を使うが、雨の中で戦ったため邪紅に位置を察知され、力を吸われた。
その後、みさきとともに狭霧によって怪我の手当てと記憶操作をされ、普通の生活に戻った。
警察官
東北地方のとある集落で、家族と共に暮らす警察官。清白によって忍びにされ、殺し合いで生き残ったが、自我を残していた。
人が近づくと暴走するため、山中の沼の小島に身を隠していた。そして意識が戻った時を狙って、住人たちを水葬していた。
巨大な鎖鎌を武器とし、あらゆる間合いに対応できる。
その肉体は既に限界を迎えており、忍びの力を奪われると同時に死ぬと言われた。しかし覚悟を決めたクナイによって力を奪われ、村人の感謝の声を聞きつつ息を引き取った。

### その他の忍び
嵐雪（らんせつ）
クナイが最初に戦った忍者。忍盗衆の氷組の頭で、氷を操る術を使う。金持ちの依頼で、クナイの住む町にある城のシャチホコを盗もうとしていた。
邪紅によれば中忍クラスらしく、変身前のクナイでは苦戦していたが、自分の力を思い出したクナイにあしらわれ、力を吸い取られた。
松尾烏頭（まつお うず）
ストレス発散のために、夜な夜な人を殺していた忍者。
ろくに術も使えない下忍だが、「毒悪血」によって全身の血が猛毒になっており、一般人なら血に触れるだけで死に至る。チンピラに喧嘩を売ってわざと刺され、返り血を浴びせて死なせていた。
血を吸ったクナイは一度毒に侵されたが、邪紅に毒を吸わせることで解毒した。邪紅によれば、胸やけがする味らしい。
十八代目伊吹虎尾（いぶき とらのお）
山奥で野菜や焼き物を作って暮らしている高齢の男性。伊賀の上忍の子孫で、忍びに狙われた者に雇われ忍びを殺す、最凶の忍び殺しと謳われた実力者。
殺しの日々に疲れ果て、自らが殺した忍びの子供達を引き取り、山奥に村を作って暮らしていた。
二本の大剣を使い、変身したクナイとも渡り合うが、歳のせいで体力が少ない。
クナイの忍び狩りを殺すことだと思って、子供達を見逃すように頼み込んできた。
子供たちの忍びの力は邪紅によって吸われたが、虎尾本人だけは子供の世話をするために、力を吸われなかった。
霧也真（きりや まこと）
表向きは訪問販売会社社長だが、実際は幻術使いの忍者。幻術で相手の不安につけこみ、ガラクタを高値で売り付けていた。
クナイの家を訪れた際に早々に幻術を見破られ、逆にクナイが幻術で出した「清白に対する不安」を見て失神し、力を吸われたのちに捕まった。

## 用語
忍者
作中では、特殊な能力を使って間諜・暗殺を行う者という設定。現代の忍者のほとんどが、戦国時代に清白によって力を与えられた者の子孫である。
乱破（らっぱ）
能力を持たない忍びのこと。
猫一族
夜宴に仕える乱破の一族。猫のような身体能力を持つことから人々に恐れられ、清白に力を注がれたことで嫌われたが、狭霧のもとで仕えることとなった。